# Glycinde profunda
Glycinde profunda är en ringmaskart som beskrevs av Hartman och Fauchald 1971. Glycinde profunda ingår i släktet Glycinde och familjen Goniadidae. Inga underarter finns listade i Catalogue of Life.